# Batara des cochas
Thamnophilus praecox
Espèce
Statut de conservation UICN

 NT  : Quasi menacé
Le Batara des cochas (Thamnophilus praecox) est une espèce de passereaux de la famille des Thamnophilidae.

## Répartition

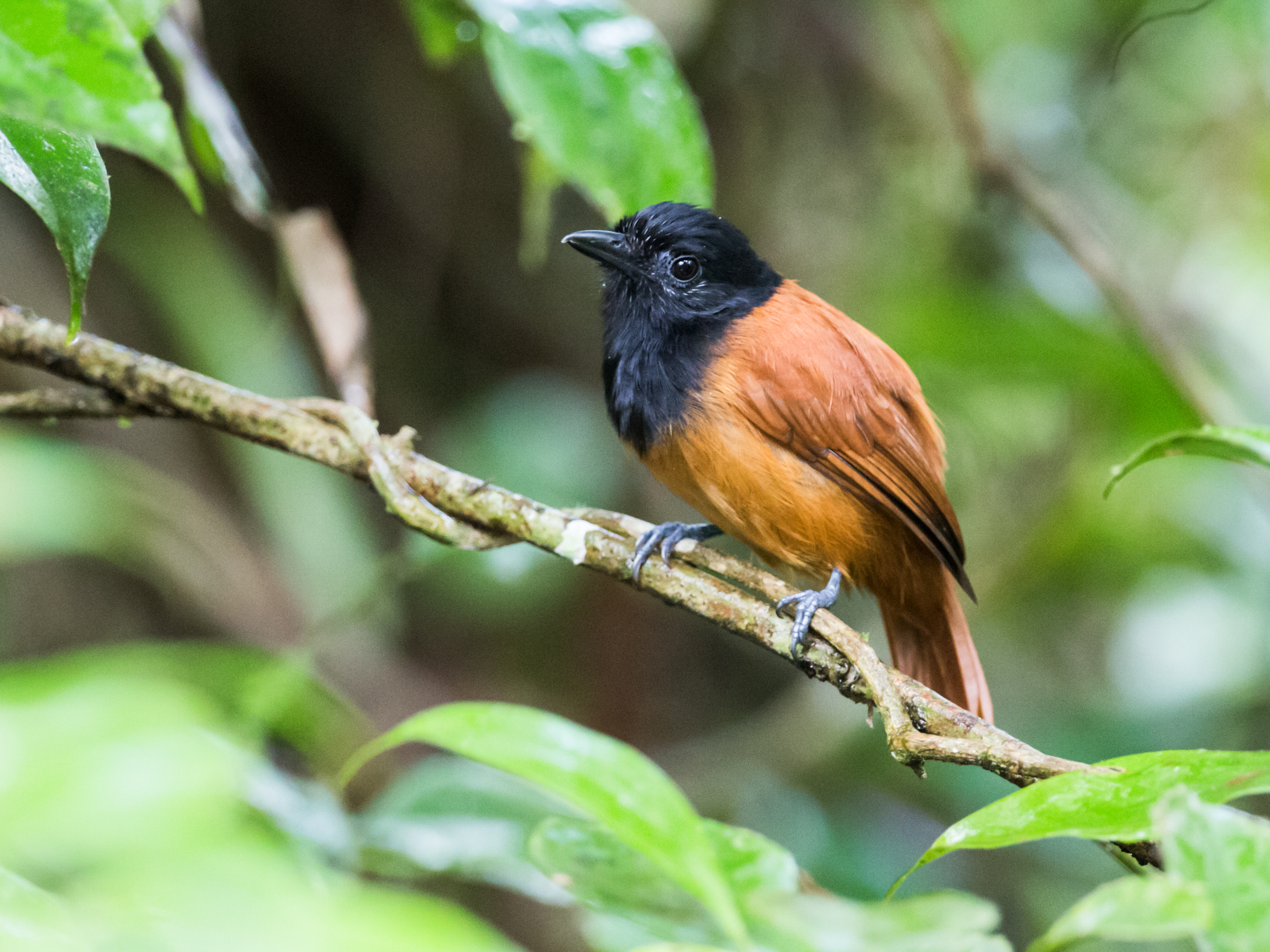
Une femelle.

Son aire s'étend à travers les méandres du bassin du río Napo et des rios Putumayo et Caquetá, notamment la réserve biologique de Limoncocha (es).